# Vlag van de Straat Torres-eilanders

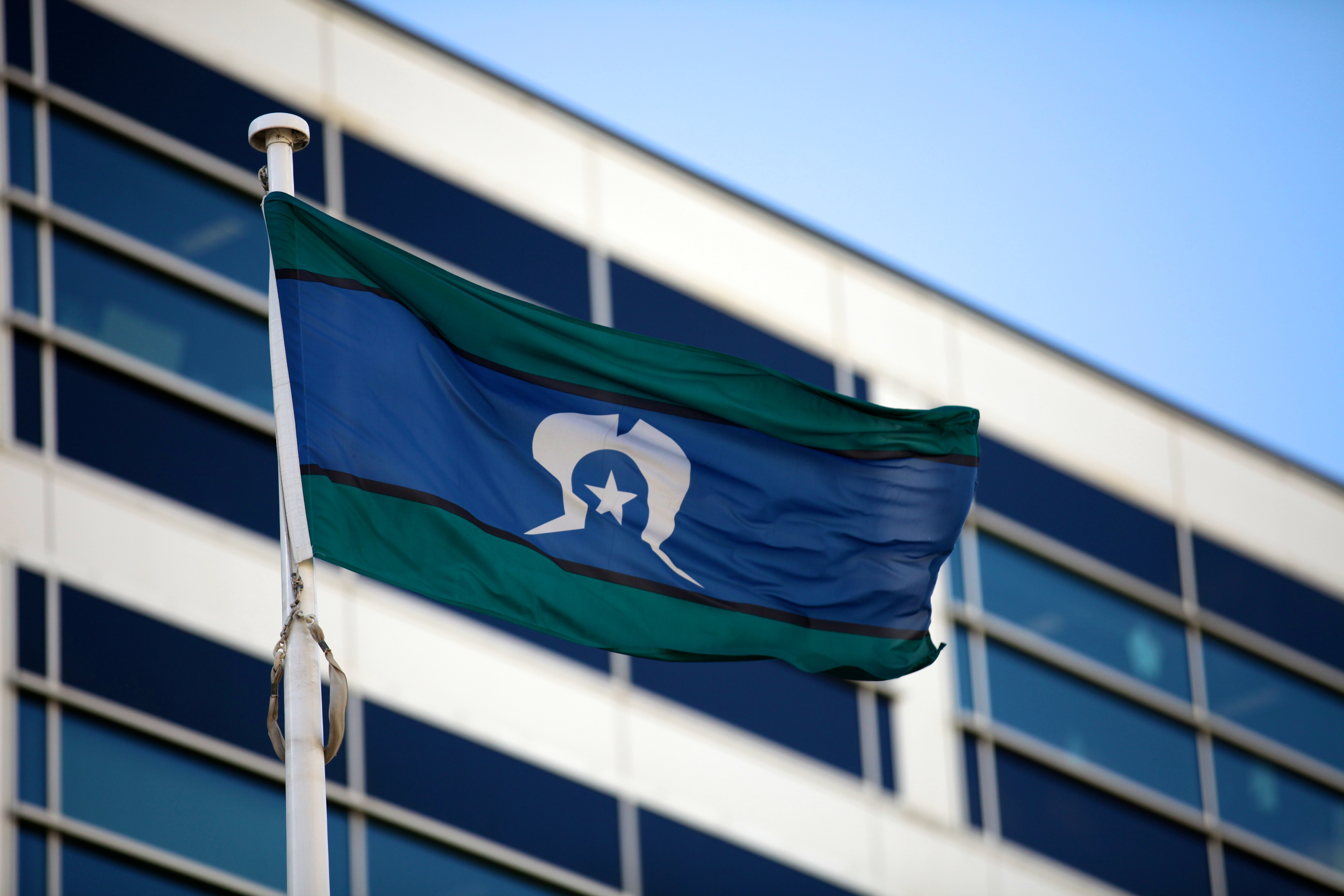
Vlag van de Straat Torres-eilanders (ratio 1:2)

De vlag van de Straat Torres-eilanders werd in 1995 door de regering van Australië uitgeroepen tot officiële vlag. De vlag werd ontworpen door Bernard Namok als onderdeel van een wedstrijd in 1992 en werd voor het eerst gebruikt op het Torres Strait Islands Cultural Festival in hetzelfde jaar. De Island Coordinating Council op Thursday Island bezit het auteursrecht op het ontwerp.

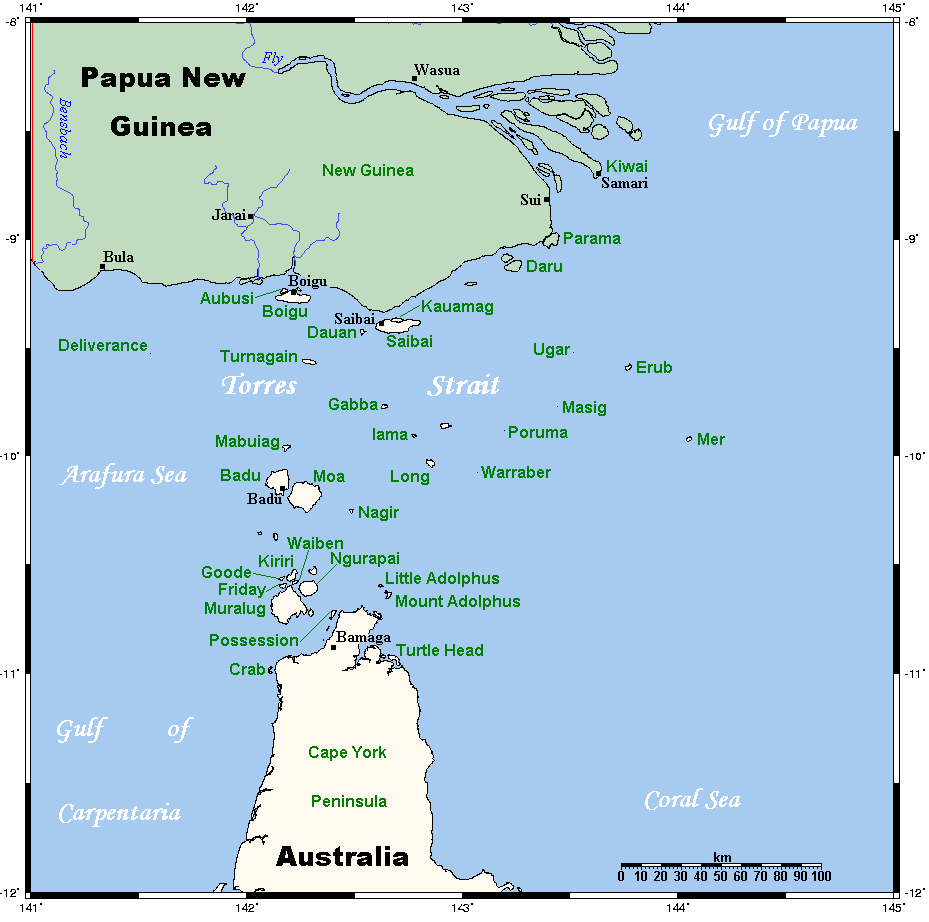
Kaart van de Straat Torreseilanden

De groene banen stellen het land voor, de zwarte de eilandbewoners en de blauwe voor de Straat Torreseilanden die Australië van Nieuw-Guinea scheidt. In het midden van de vlag worden alle eilandbewoners symbolisch vertegenwoordigd door een witte Dhari, de hoofdtooi van een danser. De vijfpuntige ster symboliseert zowel de vijf eilandengroepen als de nautische navigatiehulp, terwijl de witte kleur staat voor vrede.